# Artem Dolgopyat
Artem Olegovich Dolgopyat (em hebraico:  ארטיום אולגוביץ' דולגופיאט; em ucraniano:  Артем Олегович Долгопят; Dnipropetrovsk, 16 de junho de 1997) é um ginasta artístico israelense, campeão olímpico.

## Carreira
Dolgopyat participou dos Jogos Olímpicos de Verão de 2020 em Tóquio, onde obteve a medalha de ouro no solo após finalizar a série com 14,933 pontos.
Em 7 de outubro de 2023, foi campeão do mesmo aparelho no Campeonato Mundial na Antuérpia.